# Миссорий Феодосия I

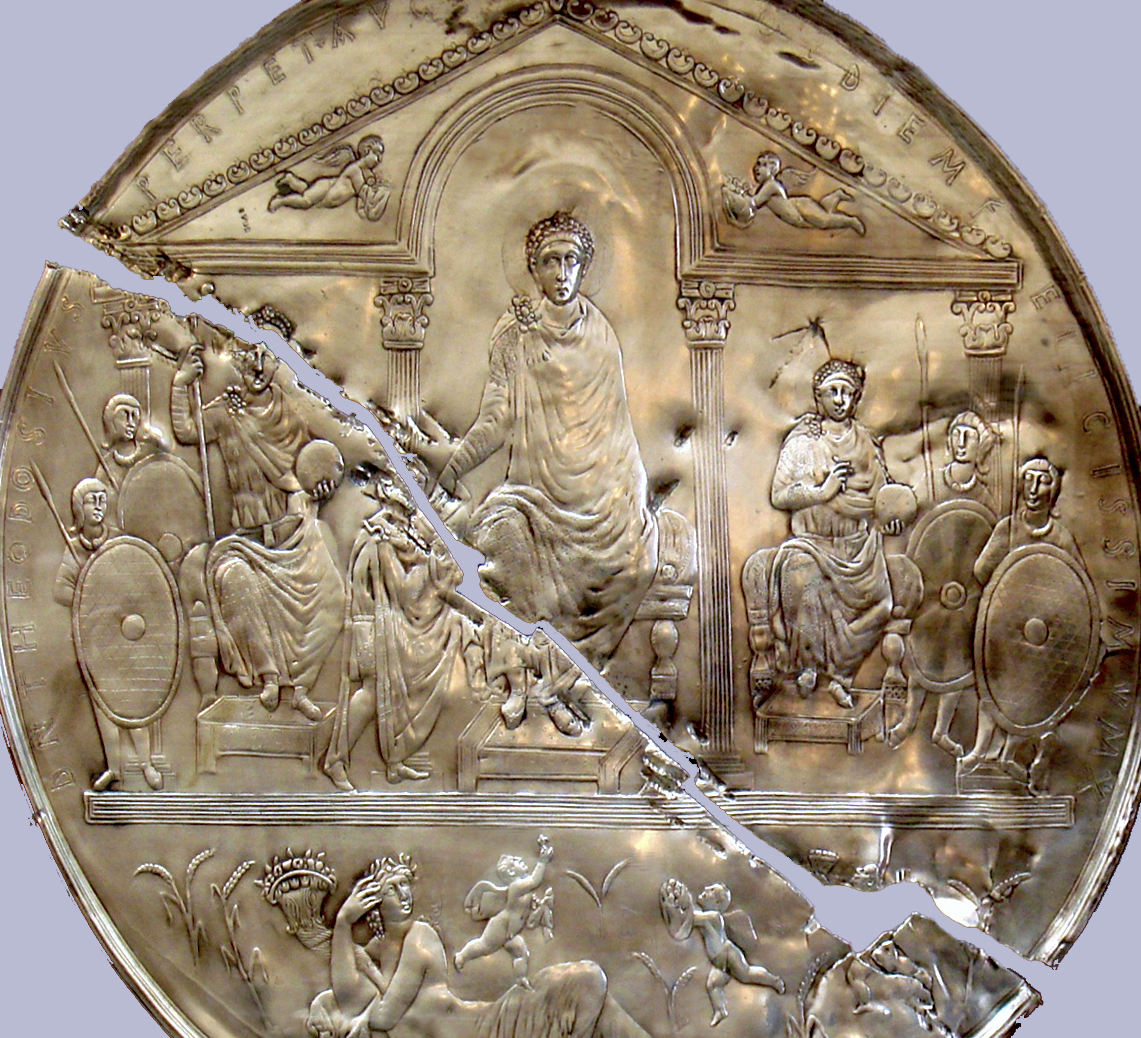
Юбилейный миссорий императора Феодосия (копия)

Миссорий Феодосия I — серебряное блюдо церемониального назначения (миссорий) диаметром 74 см и толщиной 4—8 мм, на котором вычеканен портрет последнего государя единой Римской империи, Феодосия Великого, в окружении соправителей — Аркадия и Валентиниана, а также стражи.
Как следует из надписи, блюдо было изготовлено в ознаменование десятилетнего юбилея правления Феодосия. Празднования проходили в 388 году в Фессалониках. Кроме того, указано, что на изготовление блюда было затрачено количество серебра, соответствующее 16,13 кг (в нынешнем виде миссорий весит на 800 граммов меньше).
Фигуры на миссории выполнены с большой степенью детализации, позволяющей судить об особенностях императорского наряда, убора и причёсок. По поздней латинской традиции император изображён с нимбом над головой.
Миссорий, по-видимому, был направлен императором в дар своему коллеге по консулату Матерну Кинегию, вскоре после этого, в начале марта, скончавшемуся. Тело Матерна Кинегия через год после его смерти было перевезено его женой из Константинополя в Испанию, и сам он происходил, очевидно, оттуда. Миссорий был обнаружен в Альмендралехо, неподалёку от древней Мериды, в составе клада в 1847 году.  В настоящее время находится в Королевской академии истории (Мадрид).